# (2581) Radegast
(2581) Radegast es un asteroide perteneciente al cinturón de asteroides descubierto por Zdeňka Vávrová desde el Observatorio Kleť, cerca de České Budějovice, República Checa, el 11 de noviembre de 1980.

## Designación y nombre
Radegast se designó al principio como 1980 VX.
Más adelante, en 1993, fue nombrado por Radegast, un dios de la mitología eslava.

## Características orbitales
Radegast está situado a una distancia media del Sol de 2,237 ua, pudiendo alejarse hasta 2,456 ua y acercarse hasta 2,017 ua. Tiene una inclinación orbital de 2,493 grados y una excentricidad de 0,09821. Emplea 1222 días en completar una órbita alrededor del Sol.

## Características físicas
La magnitud absoluta de Radegast es 13.